# Щециново
Щециново (пол. Szczecinowo, нім. Steinberg) — село в Польщі, у гміні Старі Юхи Елцького повіту Вармінсько-Мазурського воєводства.
Населення — 157 осіб (2011).
У 1975-1998 роках село належало до Сувальського воєводства.

## Демографія
Демографічна структура станом на 31 березня 2011 року:
|          | Загалом | Допрацездатний вік | Працездатний вік | Постпрацездатний вік |
| -------- | ------- | ------------------ | ---------------- | -------------------- |
| Чоловіки | 87      | 27                 | 51               | 9                    |
| Жінки    | 70      | 22                 | 36               | 12                   |
| Разом    | 157     | 49                 | 87               | 21                   |